# Selva de Nueva Guinea
La selva de Nueva Guinea está ubicada en la isla de Nueva Guinea, cuya organización territorial se reparte entre las provincias indonesias de Papúa Occidental y de Papúa en la mitad oeste de la isla, y el estado de Papúa Nueva Guinea en su mitad este. Esta selva es una de las más ricas en fauna y flora del mundo, ocupando el tercer puesto de las selvas más importantes y una de las más extensas del mundo.[cita requerida]

## Contexto geográfico
La superficie de la selva de Nueva Guinea es de 668.100 km², un 85% del total del territorio de la isla, siendo una de las selvas tropicales menos alteradas del planeta. Dentro de lo que conforma toda la selva, predominan tres tipos:
- Selva ecuatorial: es el tipo de selva más abundante, ya que toda la isla de Nueva Guinea se encuentra entre los 10º de latitud, con una temperatura media anual de aproximadamente 25 °C, con precipitaciones de 3.142mm.
- Selva tropical: en las selvas del sur de Nueva Guinea, más cercana al continente australiano y un poco más alejada del ecuador.
- Selva nublada o bosque nuboso: cabe destacar este tipo de selva ya que muchas zonas de Nueva Guinea presentan elevadas cadenas montañosas, lo que ahora se denomina Sierra de Nueva Guinea que contiene el monte Puncak Jaya, el pico más alto de Oceanía. Esta selva solo se encuentra en zonas montañosas, en el interior de Nueva Guinea.

La selva está atravesada por los ríos Fly, Sepik, Digul, Ramu y Mamberamo. La selva de la isla de Nueva Guinea está atravesada de este a oeste por la Sierra de Nueva Guinea. La función de los manglares de Nueva Guinea sobre la selva es muy importante, ya que actúan como "purificadores naturales" evitando el deterioro del suelo de la selva.

## Clima
La selva posee condiciones climáticas húmedas y cálidas, predominando el clima ecuatorial con una temperatura media anual superior a los 28 °C. En los lugares de altitud media de 26 °C y en las zonas donde se da el clima de alta montaña la temperatura media es de 23 °C. Las lluvias alcanzan valores anuales superiores a los 3.142 mm.
Las variaciones extremas de las precipitaciones están vinculadas con los monzones. En términos generales, hay una estación seca (junio a septiembre), y una estación lluviosa (diciembre a marzo). En las zonas de selvas de la parte occidental y el norte de las selvas de Nueva Guinea se experimenta la mayoría de las precipitaciones.

## Influencia sobre el Pacífico
Las selvas de Nueva Guinea jugaron un papel importante en otras islas del Pacífico.
Es la isla tropical más grande del mundo, con una de las selvas más grandes y espectaculares del mundo. Muchas especies de la selva de Nueva Guinea han colonizado numerosas islas en el Pacífico, que ahora podemos conocer. 
El vasto paisaje de Nueva Guinea está hendido por numerosos valles aislados de selva ecuatorial y cada uno de ellos albergan grandes cantidades de posibles colonos y muchos de ellos han viajado a numerosas islas orientales del Pacífico, más allá de Nueva Guinea. Un ejemplo de ello es el cocodrilo de agua salada (también de río) que hace millones de años comenzaron a viajar hacia el este, y las numerosas especies de plantas que han arraigado en muchas islas del Pacífico.
Para cualquier especie, el primer obstáculo habrían sido los 100 km que separan las selvas de Nueva Guinea del siguiente archipiélago, las islas Salomón, pobladas por casi la cuarta parte de las plantas y animales que se hallan en las selvas de Nueva Guinea, incluido el cocodrilo de agua salada. El interior de las selvas de las Salomón están pobladas por un cuarto de los reptiles y las aves de las selvas de Nueva Guinea. Para los mamíferos de Nueva Guinea el agua ha sido un obstáculo que ha impedido la expansión de mamíferos por el Pacífico, exceptuando algunos mamíferos que si llegaron a las Salomón, como los zorros voladores que llegaron a vuelo y que también ayudaron a poblarlas.
Se podría decir que la colonización de las islas Salomón por parte de las especies de las selvas de Nueva Guinea, han servido para la colonización de especies en otras islas del Pacífico como Fiyi, Samoa y Tonga, al igual que algunas especies en las Vanuatu. Por lo que más de la mitad de las especies que se encuentran en el Pacífico pertenecen a las selvas de Nueva Guinea.

## Flora y Fauna
La mayoría de sus especies son endémicas únicas de estas selvas, destacan la gran variedad de aves, como el ave del paraíso, miles de especies de insectos, anfibios y mamíferos singulares que solo se comparten con Australia, se cree que aquí están cerca del 10% de las especies del planeta, y se han descubierto nuevas especies que aún no han sido totalmente documentadas.

### Flora
Las selvas de Nueva Guinea es una de las más diversas selvas en los trópicos con árboles y plantas, con 15.000 y 25.000 especies de plantas, (posiblemente hasta 30.000 especies). De las 9.000 especies de plantas que son originarias de la selva, unas 200 son árboles que se encuentran sobre todo en las tierras bajas de la selva húmeda ecuatorial. En las selvas podemos encontrar árboles aleocarp, laureles, robles, y muchos musgos. A pesar de ser un punto caliente de biodiversidad y una de las áreas silvestres más importantes tropicales del mundo, esta es una de las regiones peor conocidas  de la Melanesia. Muchas de las especies vegetales son endémicas (en algunas familias de más de 90 por ciento). La mayoría de las especies son tan poco conocidas que pueden tener poco impacto en nuestra comprensión de los ecosistemas de Nueva Guinea y, consecuentemente, sobre la gestión sostenible y la conservación.
Con el aislamiento lejos de las formas terrestres y otros muchos hábitats únicos, eventos de especiación han contribuido al alto endemismo de la isla. Las mismas características que hacen de Nueva Guinea un lugar especial también significa que sin una adecuada planificación de la conservación, la invasión humana puede causar una gran pérdida de especies en el futuro. Muchas especies de plantas están clasificadas como amenazadas o en peligro de extinción (264 especies en Papúa Nueva Guinea solamente) por la IUCN La Unión Mundial de Conservación de la Lista Roja (2007).

### Fauna
La fauna de Nueva Guinea cuenta con un gran número de especies de mamíferos, los reptiles, las aves, los invertebrados y anfibios.
Como una de las selvas más grande y con más alto tropical del mundo, la selva de Nueva Guinea, soporta un alto porcentaje de biodiversidad global. Alrededor de 4.642 especies de vertebrados viven en la selva de Nueva Guinea, lo que constituye aproximadamente el 8% de los vertebrados del mundo reconocidos. Esto va de un estimado de 4% de los lagartos del mundo y los mamíferos.
El número de especies de invertebrados son poco conocidos, y por lo tanto una comparación precisa es difícil. Las mariposas son el mejor grupo de invertebrados conocidos, y están representados en Nueva Guinea, por cerca de 735 especies, lo cual es aproximadamente el 4,2% del total mundial de 17.500 especies.

#### Mamíferos
La fauna de mamíferos de la selva de Nueva Guinea se compone de todas las subclases existentes de mamíferos: los monotremas, los placentarios y marsupiales. Esta selva tiene el mayor número de especies de monotremas de cualquier masa de tierra, con una sola especie ausentes: el ornitorrinco (Ornithorhynchus anatinus). La fauna de marsupiales de Nueva Guinea es muy variada, formado por los tres órdenes: Dasyuromorphia, Peramelemorphia y Diprotodontia.
Los mamíferos placentarios nativos son exclusivamente representada por los roedores y murciélagos . Hay aproximadamente el mismo número de especies placentarias como maruspiales y monotremas.

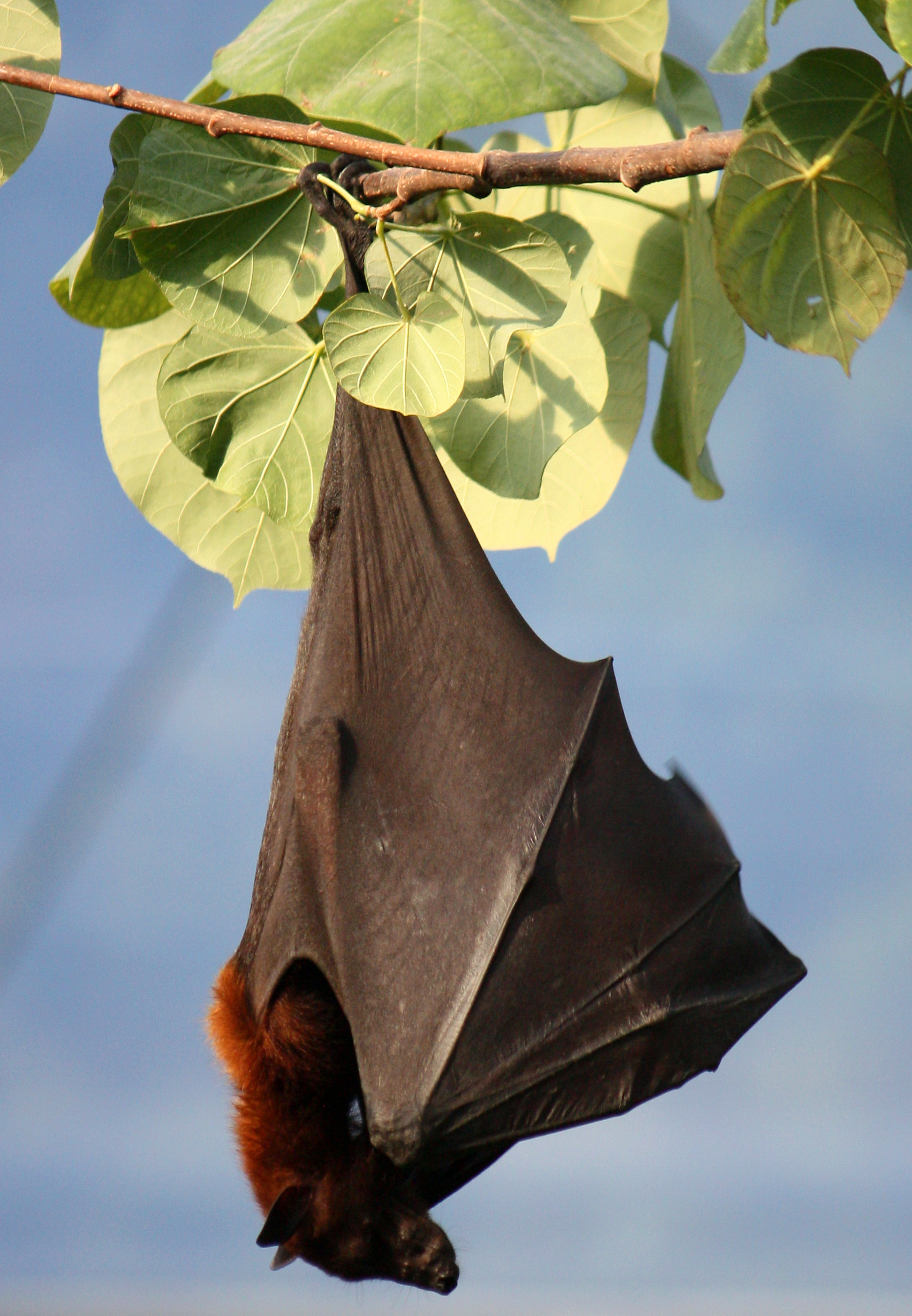
Zorros Voladores
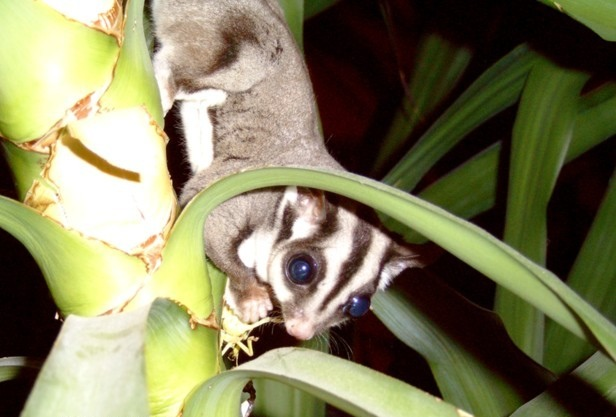
Petauro del azúcar
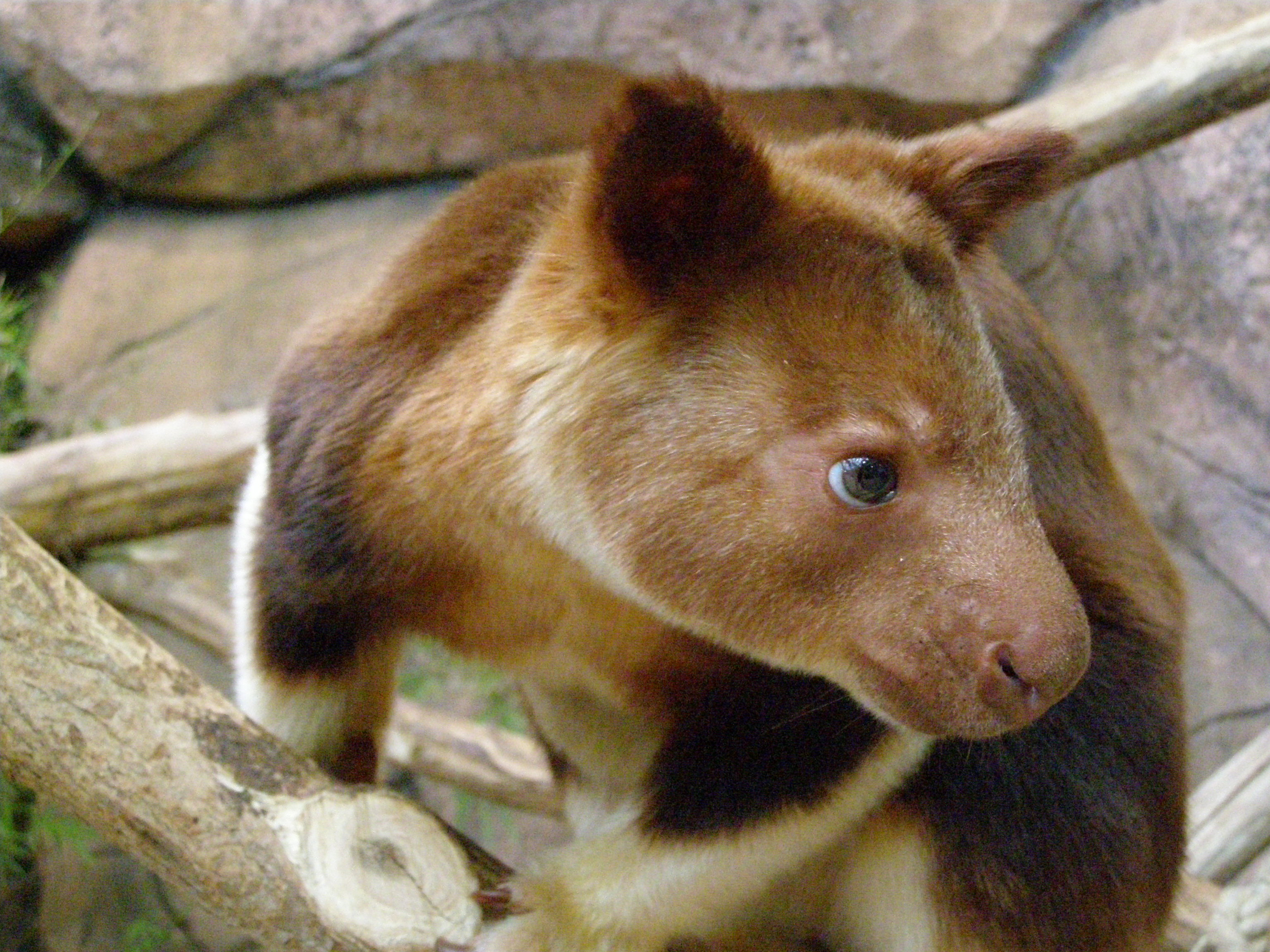
Canguro Arborícola
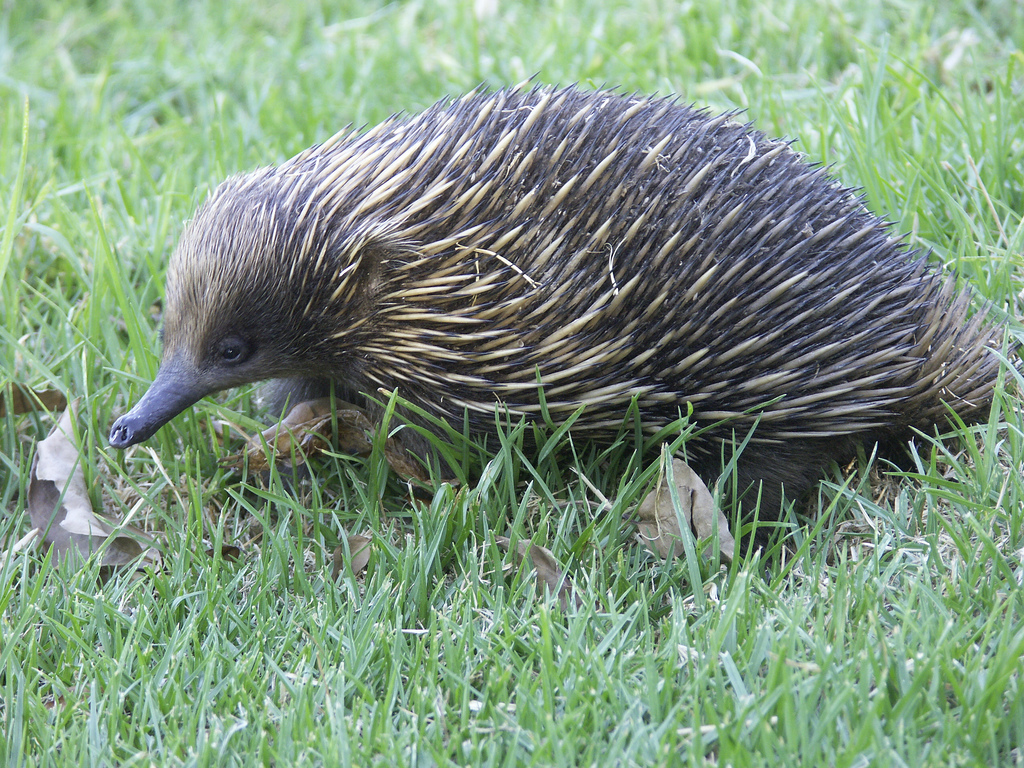
Equidna de hocico corto

#### Aves
La selva de Nueva Guinea tiene una rica biodiversidad de aves, con más de 79 familias y aproximadamente 730 especies que se pueden clasificar en cuatro grupos: la tierra y la cría de especies de agua dulce, aves marinas, los inmigrantes procedentes del norte, y los migrantes y los vagabundos de Australia y Nueva Zelanda. Hay ocho Áreas de aves endémicas, con alrededor de 320 especies de aves endémicas de Nueva Guinea.
Las aves más grandes de las selvas de Nueva Guinea son las voladoras casuarios, de las cuales las tres especies son nativas de Nueva Guinea. Dos de estas especies: el Casuario de Ceram ( Casuarius casuarius ) y el norte de casuario ( Casuarius unappendiculatus ) alcanzar una altura de 1,8 metros (6 pies). El casuario meridional también es nativo del norte de Australia. El casuario es una de las aves más peligrosas del mundo, ya que es capaz de infligir heridas mortales con sus poderosas piernas y la garra punzo-cortante en su dedo del pie interno. Se sabe que ha matado a seres humanos.
Las palomas y loros están bien representados en las selvas de Nueva Guinea. Alcanzan su mayor diversidad evolutiva en Nueva Guinea, la isla es abundante en las frutas y las plantas productoras de néctar. Los loros de Nueva Guinea, como en Australia, son muy diversas, con 46 especies, un séptimo del total del mundo. Las especies de cuarenta y cinco de las palomas, incluyendo los tres coronados de palomas , las palomas más grandes del mundo, son un sexto del total del mundo.
Las aves paseriformes presentan la mayor cantidad de diversidad con más de 33 familias en Nueva Guinea. Los paseriformes de Nueva Guinea son en su mayoría pequeñas aves, a menudo de colores que en su mayoría habitan en las regiones boscosas. La familia más conocida en la selva de Nueva Guinea es el Paradisaeidae , una de las tres familias que se conocen colectivamente como aves del paraíso. Muchas especies muestran dimorfismo sexual extravagante. Los machos pueden ser adornados con colores brillantes, iridiscentes, y las plumas ornamentales modificadas, como penachos y barbillas. También muestran rituales de apareamiento, en la que se someten a movimientos complicados y de llamada, para atraer a las hembras. Algunas especies no presentan dimorfismo sexual, tanto hombres como mujeres pueden tener o la falta de ornamentación.
En estrecha relación con las aves del paraíso son los de la familia Ptilonorhynchidae, un grupo de veinte especies más bien monótono, de aves robustas y de cortas plumas que se encuentran en Nueva Guinea y Australia. Le falta el color brillante e iridiscencia y las plumas ornamentales que se encuentran en las aves del paraíso, pero está comprometida con el arte del sexo masculino.
Otros avifauna impares de Nueva Guinea es de las aves venenosas, en particular, la pitohui encapuchado . Los científicos descubrieron en 1989 que las plumas y otros órganos de la pitohui se encontró que contienen batrachotoxina . Desde entonces, varias aves canoras de Nueva Guinea se encontró que poseen la misma toxina también.
El depredador de la selva de Nueva Guinea es el Águila harpía de Nueva Guinea ( Harpyopsis novaeguineae ). Nuevas acciones de Guinea con el Filipinas y Nueva Zelanda, la distinción de tener un ave como depredador.

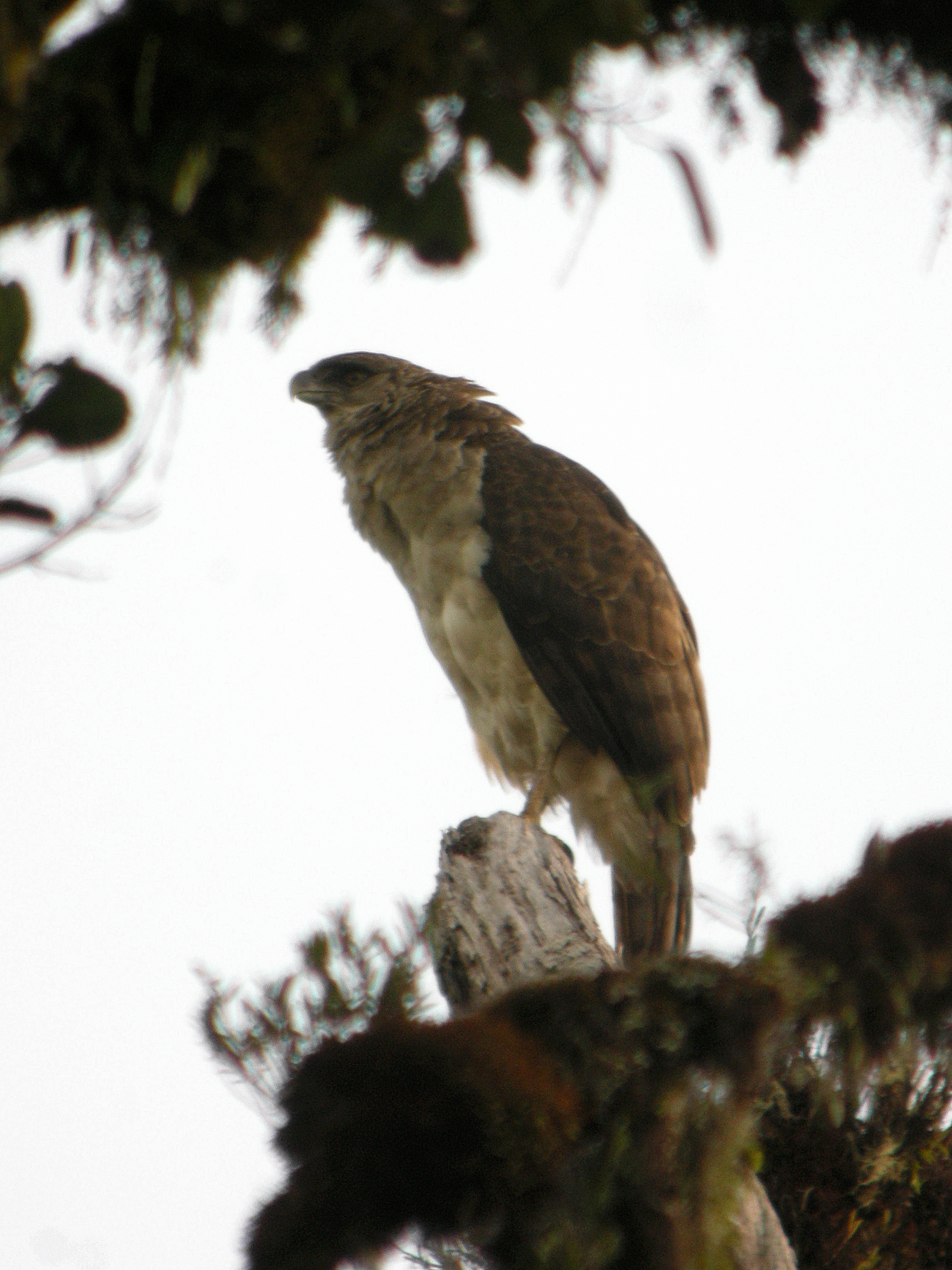
Águila harpía de Nueva Guinea (Harpyopsis novaeguineae)
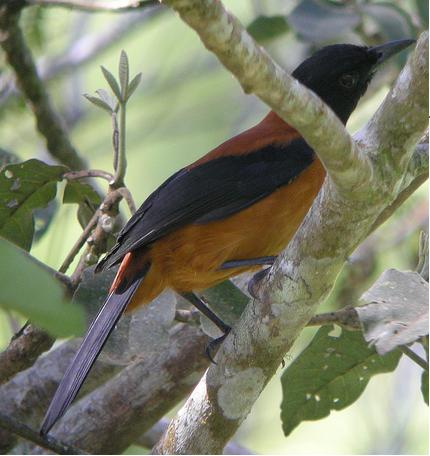
Pitohui con capucha o encapuchado
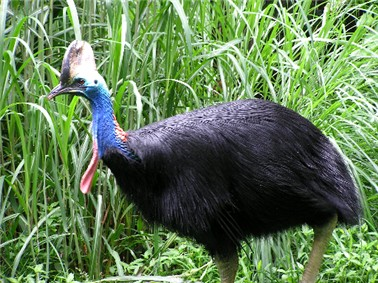
Casuarios
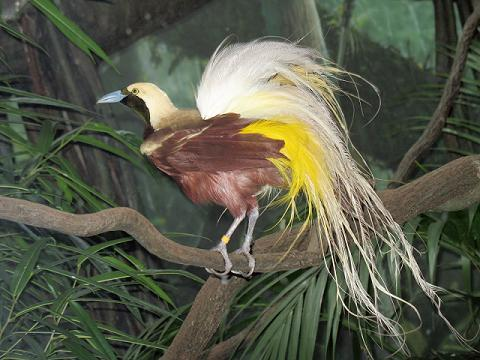
Ave del Paraíso
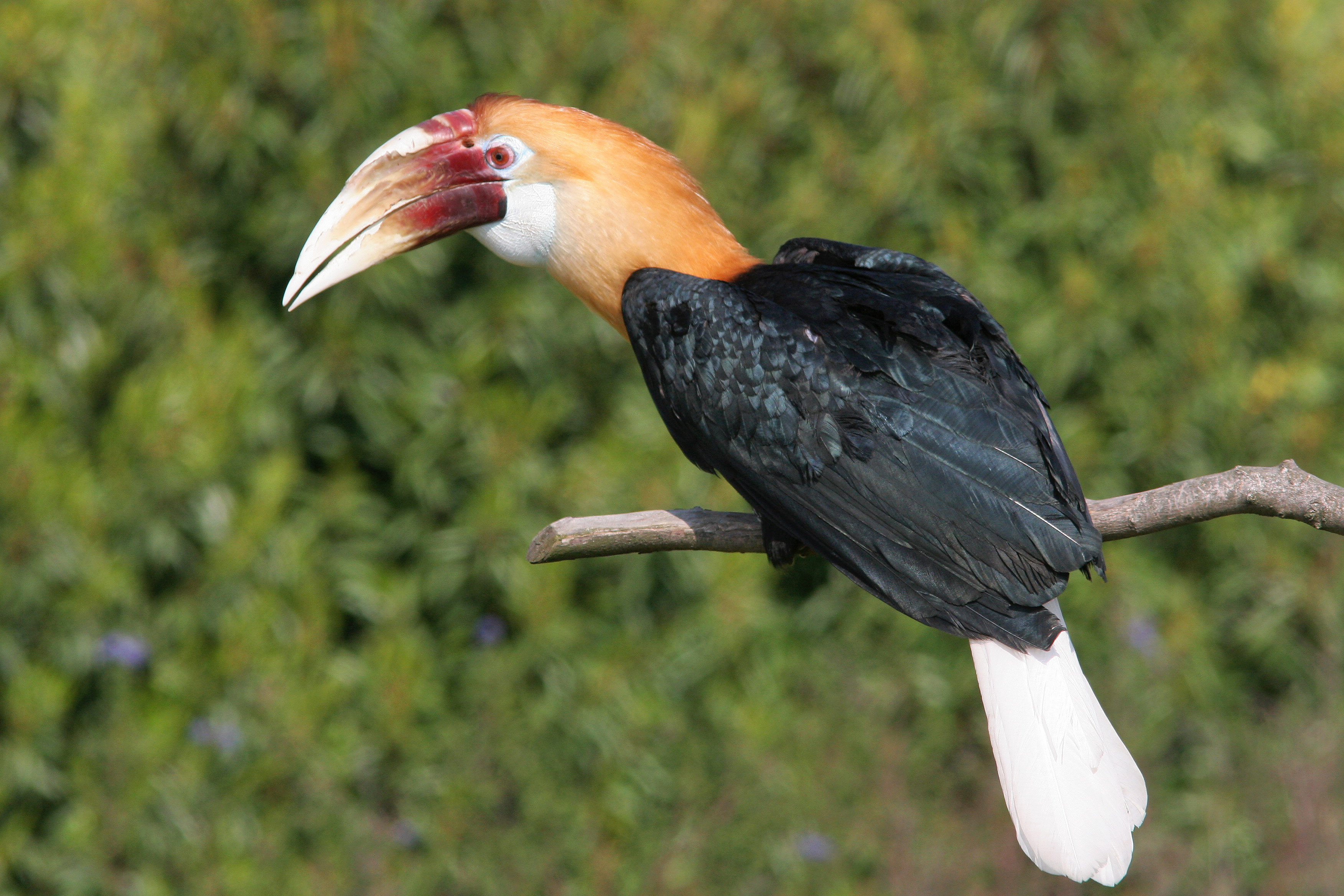
Cálao de Blith

#### Anfibios
Los anfibios de la selva de Nueva Guinea, consisten en un grupo muy diverso de especies, con más de 320 especies descritas, y muchas especies aún por describir. Los anfibios de la selva, al igual que la mayoría de los continentes de Gondwana, se limitan a los de la orden Anura, conocido como ranas y sapos. Hay seis familias representadas en las selvas de Nueva Guinea. Cuatro de ellos: Myobatrachidae, Hylidae, Ranidae y Microhylidae` son nativos. Dos ejemplares de Rhacophoridae , una familia bien representado en Asia, fueron descubiertos en 1926. Se creía que ser introducidas por los seres humanos, y se han extinguido en la isla. La otra familia, Bufonidae, solo está representada por dos especies: el sapo de caña ( Chaunu marinus ) y el Sapo común asiático ( Duttaphrynus melanostictus ) . El sapo de caña fue introducido en Australia en 1937 para controlar la polilla halcón de las larvas, que estaban comiendo camote cultivos, sino que se han convertido en común en áreas no boscosas. El sapo común asiática fue introducida accidentalmente, y es muy abundante en una pequeña área en el noroeste del país, y podría estar expandiéndose en toda la isla.
Las ranas de los Myobatrachidae familia son muy diversos y muy extendido en Australia. Sin embargo, solo siete especies descritas han establecido en Nueva Guinea. En Australia, el mayor diversiy se ve en los ambientes subtropicales y semiáridas, con la mayor diversidad en los trópicos que ocurre en la sabana. Nueva Guinea, sin embargo, está cubierto en su mayoría en la densa selva tropical. El Myobatrachid más común en Nueva Guinea es la rana caníbal (Lechriodus melanopyga). Se trata de una pequeña rana vive en la tierra encuentra en toda Nueva Guinea. El Lechriodus género, es el único género Myobatrachid con mayor diversidad en Nueva Guinea de Australia. Excluyendo Lechriodus el resto de los Myobatrachids se circunscriben principalmente a la sabana en la mosca del sur y las planicies del río Digul. 
Las ranas arborícolas, de la familia Hylidae, han logrado habitada Nueva Guinea. Ellos son la familia más diversa de las ranas en Nueva Guinea, con más de 100 especies, y muchos más que se describe. Hay dos géneros representados en Nueva Guinea, Litoria y Nyctimystes. Litoria se encuentran en toda Australia y Nueva Guinea, sin embargo , solo una de las 24 especies de Nyctimystes ha llegado a Australia. Nyctimystes son las ranas arborícolas, que ponen sus huevos en rápidas corrientes de agua, detrás de una roca para evitar que sea arrastrada. Los renacuajos han modificado las bocas de succión, que utilizan a pegarse a las rocas.
Ranidae, también conocido como ranas verdaderas, son la familia más amplia distribución de las ranas en la tierra, sin embargo, no están bien representadas en Australia o Nueva Guinea. Nueva Guinea y Australia han estado ausentes de la Ranids para la mayor parte de su historia, sin embargo, desde la colisión del continente con Asia, las especies han comenzado a moverse a través de todo el continente asiático. Los Ranids en Nueva Guinea solo están representadas con un género, rana.
Aunque los orígenes de Microhylidae en la selva de Nueva Guinea son muy similares a los Ranids, hay una diversidad mucho más. Los Microhylids están representados por doce géneros de Nueva Guinea, cuatro de las cuales son endémicas.

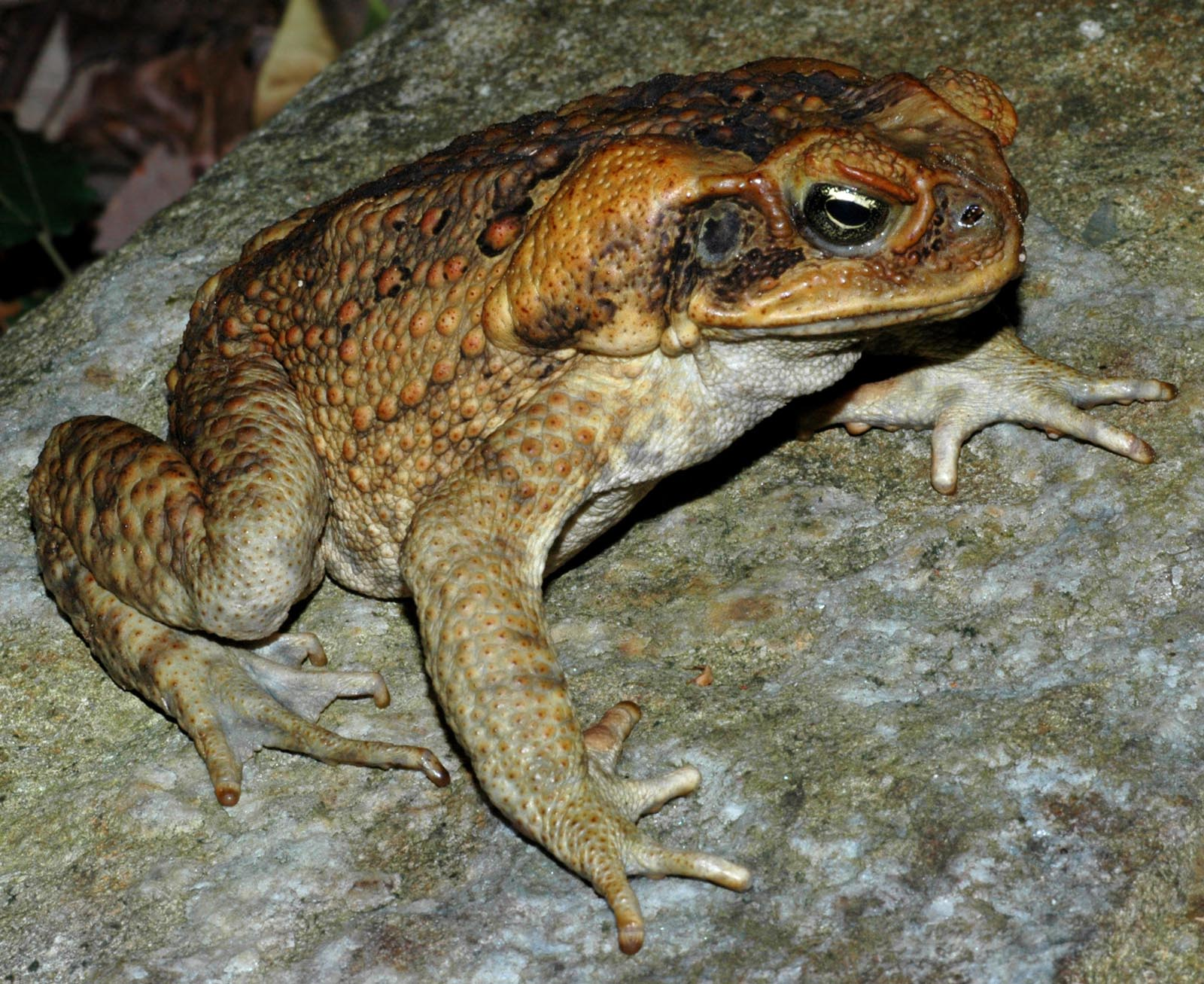
Sapo de Caña
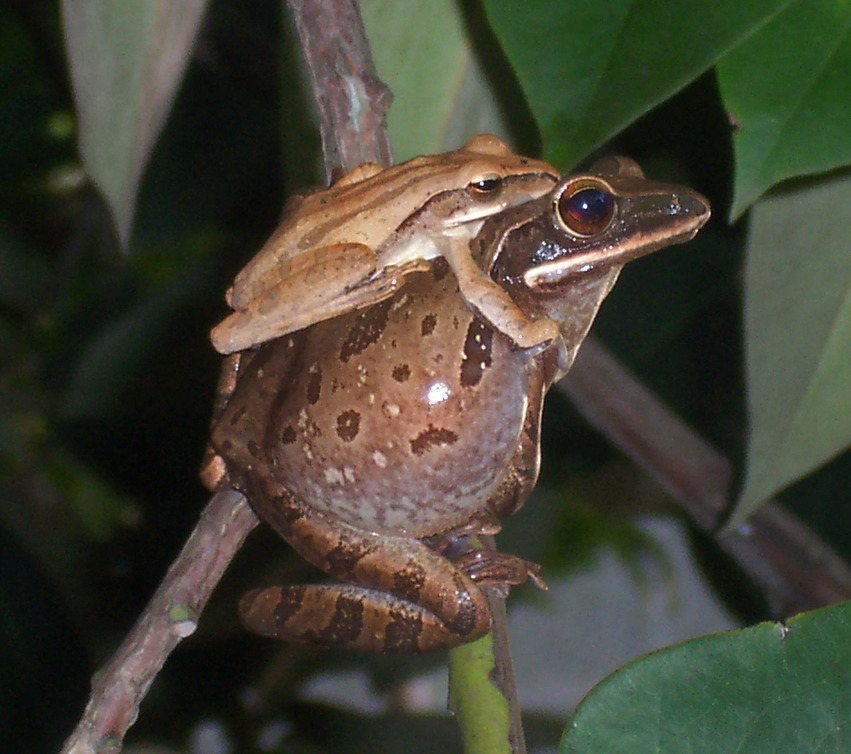
Ranas arborícolas
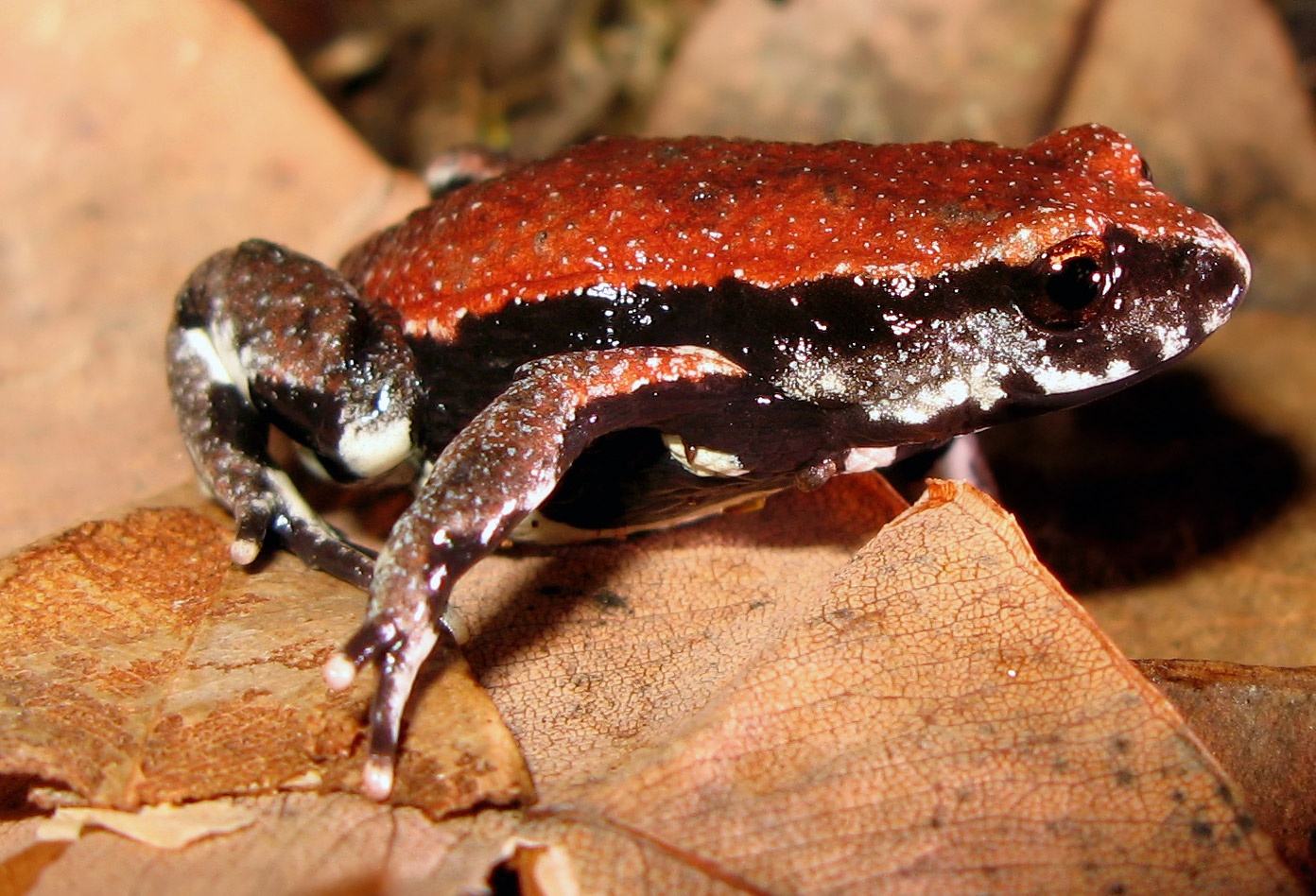
Ranita australiana
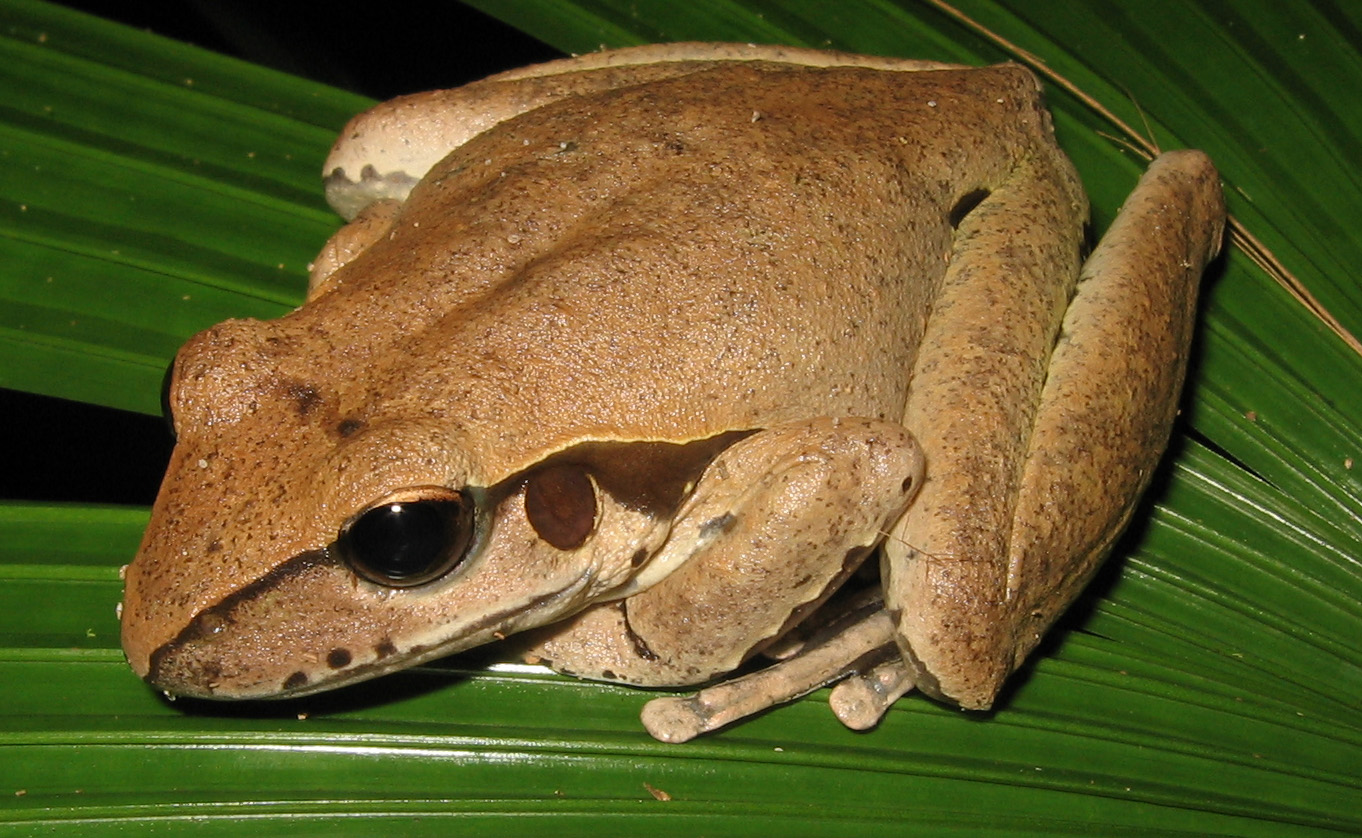
Litoria jungguy
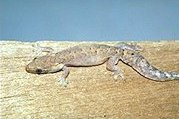
Gecko enlutado

#### Reptiles

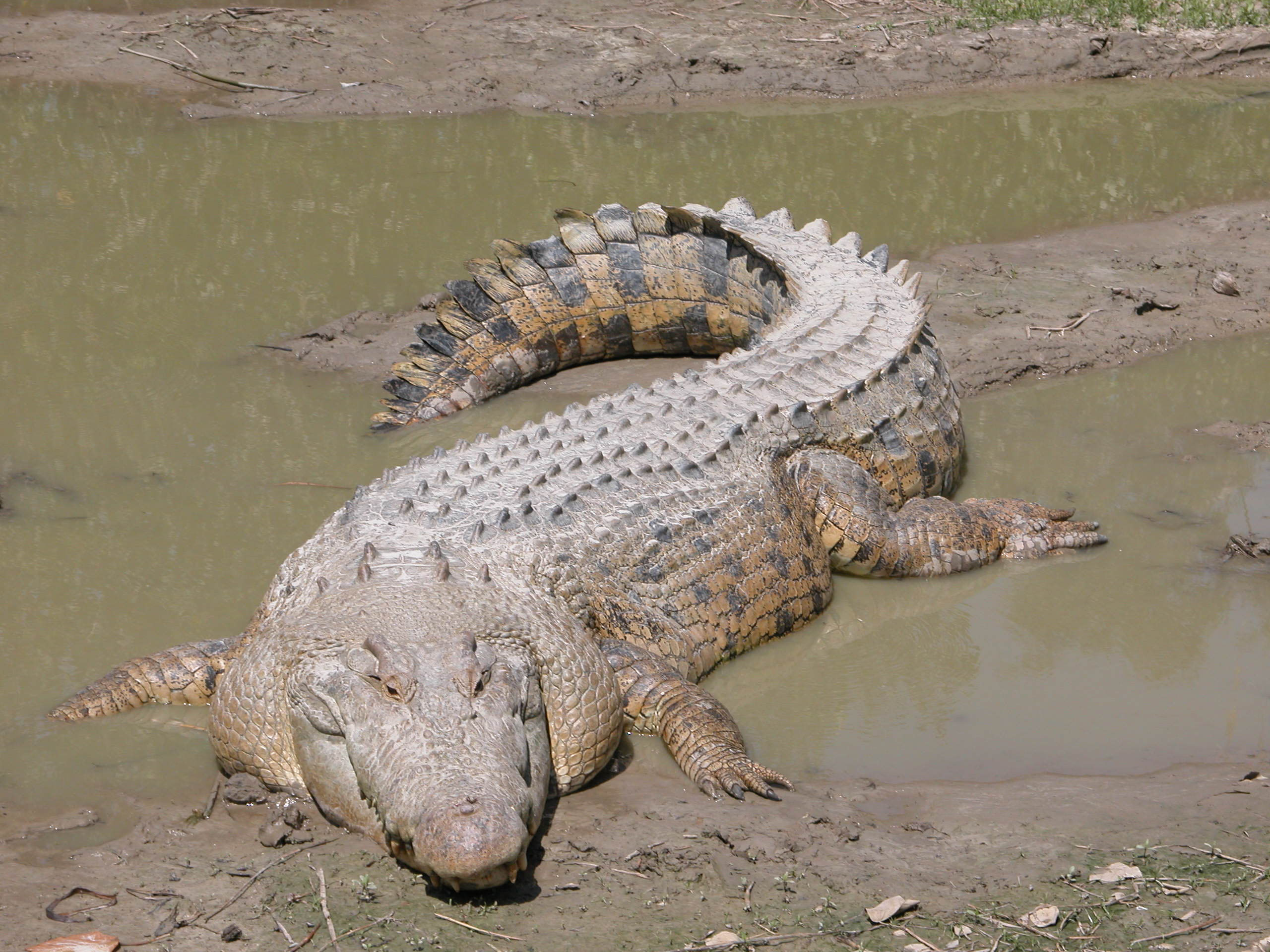
Cocodrilo de agua salada.

La fauna de reptiles de Nueva Guinea está representada por tres de las cuatro órdenes existentes. Los escamosos, también conocidas como las serpientes y lagartos , representan el grupo más numeroso, con aproximadamente 300 especies descritas. Los otros dos grupos: Testudines , o las tortugas o galápagos, y Crocodylia , los cocodrilos, son mucho menos diversos. Las tortugas están representadas por trece especies descritas, y dos de los cocodrilos.
Los lagartos de Nueva Guinea están representados por aproximadamente 200 especies descritas. De estos, la mayoría son lagartijas con un número menor de los geckos y agamids. El lagarto más grande es el lagarto monitor. Las serpientes, alrededor de 100 especies descritas, muestran una tasa mucho más baja que la mayoría de endemismo de la fauna de la selva de Nueva Guinea.
Las tortugas de Nueva Guinea son casi igualmente representados por las tortugas de agua dulce como marina. Seis especies de tortugas de Nueva Guinea son marinos, y todos se encuentran en otras masas de tierra. Las tortugas de agua dulce están representados por siete especies, endémicas de Nueva Guinea tres. Una especie, la serpiente de cuello de tortuga Parker ( Chelodina parkeri ), se limita a la del río Fly.
El cocodrilo de agua salada ( Crocodylus porosus ) es el reptil más grande nativo de las selvas de Nueva Guinea. Es una especie ampliamente distribuida, desde el este de la India hasta el norte de Australia . Se encuentra en la mayoría de los ríos de Nueva Guinea, a excepción de los muy perturbados por el hombre, o demasiado pequeño para dar cabida a las especies. Uno de los cocodrilos nativos de los ríos de las selvas de Nueva Guinea es el cocodrilo de Nueva Guinea ( Crocodylus novaeguineae ), que es una especie endémica. Es mucho más pequeño que el cocodrilo de agua salada. Una especie diferente del sur de las selvas de Nueva Guinea.

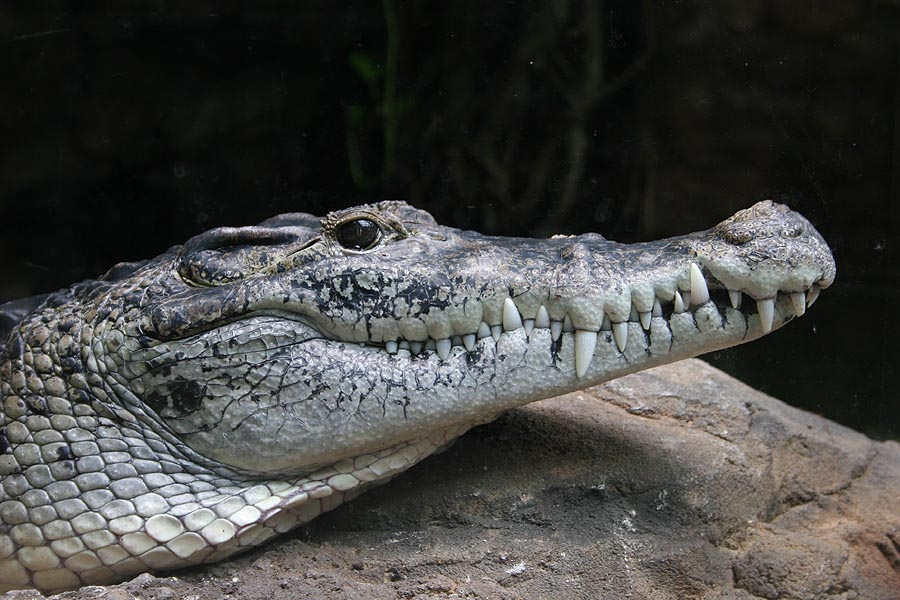
Cocodrilo de Nueva Guinea

## Relieve
El relieve de la selva de Nueva Guinea es muy diverso. Se podría decir que la mayor parte del terreno de las selvas de Nueva Guinea presenta eminencias montañosas en la mayoría del terreno, con bosque nuboso predominante en la zona, y con suelo de origen volcánico. También hay un terreno de cerros o colinas ondulantes que se extiende en el límite fronterizo entre la costa y la zona de montaña. Las tierras bajas solo se pueden encontrar en la costa y no en el interior, ya que la isla de Nueva Guinea no se aprecian depresiones en su terreno montañoso.

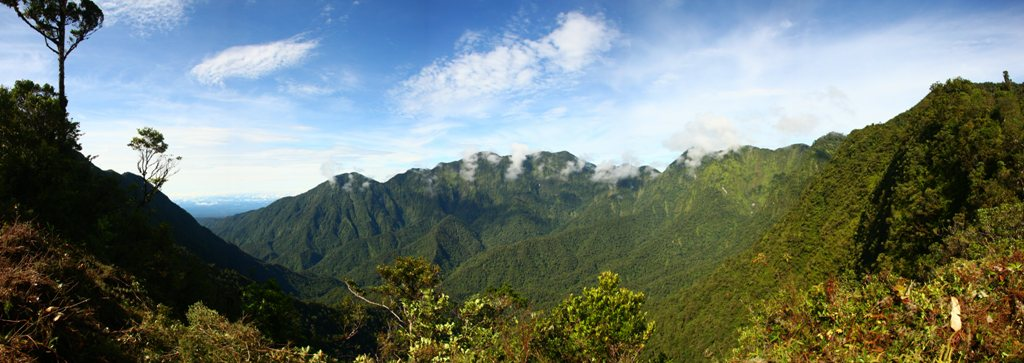
El relieve de las selvas Nueva Guinea es muy montañoso como se puede apreciar en la imagen.

## Deforestación
La deforestación en las selvas de Nueva Guinea ha sido amplia en las últimas décadas y continúa a un ritmo estimado del 1,4% de los bosques tropicales que se pierden anualmente. La deforestación en las selvas de Nueva Guinea es principalmente el resultado de la tala ilegal además de otras causas como la minería, la agricultura de subsistencia y la tala masiva de bosques para extracción de madera y plantaciones de palma aceitera. La tala ilegal contribuyó del 70 al 90 % del total de las exportaciones de madera, una de las tasas más altas del mundo. La tala ilegal está vinculada a la corrupción , las cuestiones ambientales y de derechos humanos.
La exportación de la madera y el licenciamiento de la actividad maderera en Papúa Nueva Guinea está gestionado por la Papúa Nueva Guinea Autoridad Forestal.
Hay que tener en cuenta que las selvas de Nueva Guinea no solo son una de las selvas más rica en flora y fauna del mundo, sino que también existen numerosas tribus indígenas que también han formado parte de la lucha con los gobiernos de Indonesia y Papúa Nueva Guinea por detener la tala masiva de los bosques tropicales. Los países de Indonesia y Papúa Nueva Guinea están interesados en convertir los activos en los ingresos de comercio de carbono a través del programa REDD. También se ha mostrado un interés de proteger estos bosques creando parques nacionales, pero ha servido de poco esta solución por ambos países, aunque se hayan creado ya algunos y esté en estudio la creación de más.
Desde 2008, a las tasas actuales, las selvas tropicales en Papúa Nueva Guinea desaparecerían en 13 a 16 años.

## Parques nacionales
- Parque nacional McAdam
- Parque nacional Labu Tali
- Parque nacional Kamiali Manejo
- Parque nacional Baiyer
- Parque nacional Mt Gahavisuka
- Parque nacional Kutubu
- Parque nacional Wasi Falls